# زانتوما

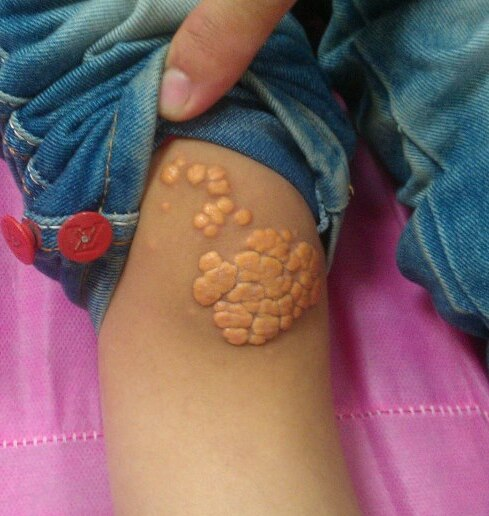
زانتوما در مفصل ران کودکی در بیمارستان شهدای تجریش تهران

زانتوما (Xanthoma) یا زردتومور تجمعی کلسترولی به رنگ زرد در تاندون‌ها و گاهی در سایر نقاط بدن است.
زانتوما برگرفته از واژه یونانی زانتوس به معنای زردرنگ است.